# Caposele
Caposele é uma comuna italiana da região da Campania, província de Avellino, com cerca de 3.797 habitantes. Estende-se por uma área de 41 km², tendo uma densidade populacional de 93 hab/km². Faz fronteira com Bagnoli Irpino, Calabritto, Castelnuovo di Conza (SA), Conza della Campania, Laviano (SA), Lioni, Teora, Valva (SA).

## Demografia
| Variação demográfica do município entre 1861 e 2011                               |
|                                                                                   |
| Fonte: Istituto Nazionale di Statistica (ISTAT) - Elaboração gráfica da Wikipedia |